# Harmonie (theologie)
Een harmonie is in de theologie een geschrift dat de verschillende versies van een verhaal in de Bijbel tot een harmonisch geheel samenvoegt.

## Evangeliën-harmonie
Een evangeliën-harmonie samengesteld uit de vier evangeliën. Deze behandelen namelijk de geschiedenis van Jezus van Nazareth, de centrale persoon van het christendom, maar in vier versies.
Hieronder worden vier soorten evangeliën-harmonie behandeld.

### Synthetische harmonie
Een synthetische harmonie combineert de vier evangeliën tot één doorlopend verhaal, zonder tegenstrijdigheden of doublures, terwijl de gebeurtenissen bijvoorbeeld ook zoveel mogelijk in chronologische volgorde worden geplaatst. Het kan gaan om een selectie van letterlijke teksten, of een meer vrije navertelling.
Vroege voorbeelden van een evangeliën-harmonie zijn de Diatessaron, samengesteld (of ten minste bewerkt) door Tatianus, en De consensu evangelistarum van Augustinus. Ook bekend is de 9e-eeuwse Heliand. Een hedendaagse voorbeeld is Christus op aarde van de Kamper theoloog Jakob van Bruggen.

### Radicale harmonie
Een radicale harmonie is als een synthetische harmonie, maar gebruikt per onderwerp slechts de tekst van één evangelie, waardoor de tekst niet alle details uit alle evangeliën bevat.

### Parallelle harmonie
Een parallelle harmonie is een presentatie van de volledige tekst van de evangeliën in vier kolommen, een per kolom, met corresponderende gebeurtenissen naast elkaar, en lege plekken waar een gebeurtenis in een evangelie niet voorkomt. Noodzakelijkerwijs wordt daarbij van de oorspronkelijke volgorde van de teksten binnen een evangelie afgeweken.

### Sequentiële harmonie
Een sequentiële harmonie bevat alle tekst, gesorteerd op onderwerp, dus met doublures.